# Municipio de Reading (Illinois)
El municipio de Reading (en inglés: Reading Township) es un municipio ubicado en el condado de Livingston en el estado estadounidense de Illinois. En el año 2010 tenía una población de 2046 habitantes y una densidad poblacional de 20,86 personas por km².

## Geografía
El municipio de Reading se encuentra ubicado en las coordenadas 41°3′48″N 88°52′40″O / 41.06333, -88.87778. Según la Oficina del Censo de los Estados Unidos, el municipio tiene una superficie total de 98.09 km², de la cual 97,79 km² corresponden a tierra firme y (0,3 %) 0,3 km² es agua.

## Demografía
Según el censo de 2010, había 2046 personas residiendo en el municipio de Reading. La densidad de población era de 20,86 hab./km². De los 2046 habitantes, el municipio de Reading estaba compuesto por el 97,61 % blancos, el 0,73 % eran afroamericanos, el 0,1 % eran amerindios, el 0,24 % eran asiáticos, el 0,68 % eran de otras razas y el 0,64 % eran de una mezcla de razas. Del total de la población el 2,1 % eran hispanos o latinos de cualquier raza.